# Белозерское поселение
Белозерское поселение (также Белозерское городище, Скадовское белозерское городище) — археологический памятник эпохи поздней бронзы в устье Днепра, принадлежащий Белозерской культуре и являющийся эпонимным памятником этой культуры. Впервые исследовано русским археологом Георгием Скадовским в конце XIX, которым ошибочно определёно «Белозерским городищем» и скифским городом. Позднейшими исследованиями 1947 года Ольгой Кривцовой-Граковой было определено наличие на территории Белозерского поселения трёх независимых участков культурного слоя сабатиновской, бережновско-маёвскской срубной и культуры Ноуа, а исследователи Нина Елагина и Мария Погребова в 1959 году указали на ошибочность определения этого памятника как городища.

## История исследования

### Исследования Скадовского
Под названием «Белозерское городище» данный памятник был введен в научный оборот археологом Григорием Скадовским, исследовавшим его в конце XIX века.

### Исследования Кривцовой-Граковой, Елагиной, Погребовой и Былковой
В 1947 году Ольга Кривцова-Гракова провела исследования в устье Днепра и определила наличие на территории Белозерского поселения трёх независимых участков культурного слоя сабатиновской, бережновско-маёвскской срубной и культуры Ноуа. В 1959 г. Нина Елагиной и Мария Погребоваа указали на ошибочность определения этого памятника как городища, данное Скадовским, и определили наличие в береговом обрыве трёх участков культурного слоя, не перекрывающих друг друга. Была установлена принадлежность участков эпохам поздней бронзы, а также наличие на территории поселения культурных слоёв позднеклассической, раннеэллинистической и римской эпохи. Археологом Валерией Былковой в процессе археологических раскопок и исследований была подтверждена верность этих выводов и определены границы существующих поселений.

## Археологическое описание
Площадь Белозерского поселения составляет около 2 га, мощность культурного слоя — 0,8-1,1 м, при этом значительная часть культурного слоя содержит следы переотложений. На территории поселения найдены  хозяйственные полуземлянки круглой и неправильной прямоугольной формы до 5 кв.м, несколько сооружений площадью 16-30 кв.м. и один строительный комплекс площадью около 60 кв.м. Полуземляночные сооружения являются характерной чертой поселения и в целом Нижнего Побужья во времена вторичной колонизации региона. Несмотря на наличие в разрушенном слоя больших остатков камня, в том числе и специально подтесанных плиты, количество каменных кладок незначительно. Присутствует много кровельной черепицы, составляющей до 5% среди всех керамических находок, обнаружены солены и калиптеры синопского производства с клеймами 1-й ранней группы, что свидетельствует о существовании в поселении каменного домостроительства. Черепица также могла применяться для накрытия крыш полуземляночных жилищ, по аналогии с синхронным поселением ольвийской хоры. Обнаружены хозяйственные ямы цилиндрической, грушевидной и колоколовидной форм, а также обязательное расположение возле жилищ больших ямы для хранения зерна.
Вещевой инвентарь Белозерского поселения представлен фрагментами амфор, кружальная посуда преобладает над лепной приблизительно в полтора раза, преобладают сероглиняные элементы, также представлены красноглиняные и чернолаковые, а также грубые кухонные и толстостенные сосуды. Амфоры и сосуды часто содержат граффити. Столовая посуда преимущественно ольвийского производства, представлена закрытыми и открытыми сосудами. В лепных формах доминируют неорнаментированные горшки, однако встречаются и орнаментированные (орнаменты характерны для керамики степных скифов). Также лепные формы представлены миниатюрными сосудами, чашами с загнутыми краями, мисками усечённо-конической формы, сосудами с цилиндрическими ножками, жаровнями, подражаниями кружальным горшкам и кастрюлям и т.п. Обнаружены лепные фрагменты керамики гето-фракийского типа.

## Датировка и принадлежность
Датирующим материалом поселения выступают единичные ольвийские монеты и привозная керамика. Обнаруженные предметы античного импорта на территории поселении соответствуют находкам из Ольвии и хоры и датируется преимущественно IV в. до н.э., а часть фрагментов амфор и чернолаковых сосудов датируются концом V — первой четверти IV века до н.э., которые обнаруживаются вместе с более поздними находками. В импорте преобладают амфоры нового стиля с острова Хиос, а также из Гераклеи, с острова Фасоса, из Менды и Пепарета. Также в достаточно большом количестве представлена продукция Синопы, представленная черепицами, амфорами и лутериями, также много аттических чернолаковых сосудов. Эти находки датируются второй — третьей четвертями IV века до н.э., при этом керамика второй половины IV в. до н.э. в количественном отношении уступает и представлена фрагментами амфор Херсонеса и Коринфа, а также амфор с широкими венцами типов; с клеймами Фасоса, Гераклеи, Аканфа, Синопы, фрагментами чернолаковых сосудов.
Завершающий этап жизни невозможно датировать из-за разрушений культурного слоя. Присутствует незначительное количество материала последней четверти IV — первой трети III в. до н.э.
Археолог Балкова считает, что Белозерское поселение может быть отнесено к памятникам рустифицированного варианта материальной культуры Ольвии и включено в состав поселений ольвийской сельской округи при некотором сходстве с памятникам и Нижнего Побужья.